# 게일라드 사테인
게일라드 사테인(Gailard Sartain, 1946년 9월 18일 ~ 2025년 6월 19일)는 미국의 배우, 작가, 가수, 삽화가, 성우, 희극 배우이다.

## 생애

### 초기 시대와 교육
게일라드 리 사틴 주니어는 오클라호마주 털사에서 엘리자베스 벨 사틴과 게일라드 리 사틴 시니어의 아들로 태어났습니다. 그의 아버지는 1956년부터 1964년까지 털사에서 소방서장으로 근무했다. 그는 카시아 홀 준비 학교에 다녔지만 성적 부진으로 퇴학당하여 털사에 있는 공립 윌 로저스 고등학교에 다녔는데 그곳에서 아트 클럽과 시니어 연극을 공부하였다. 사틴은 여전히 공립학교의 훨씬 더 캐주얼한 환경에서 문화 충격을 받고 있는 윌 로저스 고등학교에 다녔습니다. 그의 유머 스타일을 발전시키기 시작하였지만 그는 털사 대학교에서 카파 시그마 형제단의 엡실론 뮤 지부의 일원이었으며, 그곳에서 미술 학사 학위를 받았다. 1968년 게일라드는 뉴욕으로 이주하여 일러스트레이터 폴 데이비스의 조수로 일했다.

### 개인 생활
사틴과 그의 아내 메리 조는 1988년 새해 전야에 결혼했다. 그들은 그가 사망할 때까지 36년 넘게 결혼 생활을 유지하였는데 당시 그는 사라, 에스더, 벤이라는 세 자녀가 생존해 있었다.

### 사망
사르테인은 2025년 6월 19일 고향인 털사에서 81세의 나이로 자연사로 세상을 떠났다. 아내의 유머러스한 말 외에는 사망 원인이 언급되지 않았지만 "사실 그는 어리석음으로 사망했습니다.

## 활동

### 연기 경력
사르테인의 연예계 진출은 1970년 털사에서 시작되었습니다. 원래 지역 텔레비전 방송국에서 카메라맨으로 일하던 그는 이전 디스크 자키가 심야 방송국 진행자 자리에서 해고되자 방송국 감독에게 접근하였다. 감독은 처음에는 사르탱도 해고할 계획이었지만 이를 꺼려하며 사르탱에게 3부작 파일럿 명령을 내렸다. 그 결과 '언캐니 영화제와 캠프 미팅'이라는 제목의 심야 코미디 프로그램이 탄생했다. 마법사 복장을 하고 짙은 파란색 가운과 뾰족한 마법사 모자를 쓴 사르테인은 "마제파 폼파조디 박사"라는 프로그램을 진행되었다. 다른 출연진으로는 털사 출신의 게리 부시와 짐 밀러웨이(1941년 9월 23일 ~ 2023년 12월 23일)가 있었지만 이 프로그램은 털사 CBS 계열사인 KOTV와 이후 ABC 계열사인 KTUL에서 방송되었다. 영화 세그먼트 사이에 사틴, 부시, 컴퍼니가 각본과 공연을 맡은 B-무비가 출연했다.
메이즈파로 활동한 지 1년 만에 로이 클락의 에이전트가 프로그램에 출연해 달라고 요청했고, 이에 따라 희호 출연진에 합류하겠다는 제안이 나왔습니다. 사르테인은 처음에는 거절했지만 1972년에 연봉이 크게 인상될 것이라는 사실을 깨닫고 수락했다. 그는 배경 캐릭터로 시작했지만 쇼에서 가장 유명한 스타 중 한 명으로 올라갔고, 거의 20시즌 동안 인기 프로그램의 고정 출연진으로 남아있었다. 그는 또한 Cher/The Sonny & Cher Show (1975–77)와 Shields and Yarnell (1978)을 포함한 다른 시리즈에서도 단골로 출연하였다. 사르테인은 CD를 연주하였지만 텍사스 레인저 워커 파일럿 시즌 동안 파커가 한 에피소드에 출연했다. 그는 애니메이션 시리즈 킹 오브 더 힐의 파일럿 에피소드에서 사회복지사의 목소리를 연기했습니다. 사틴은 영화 블레이즈에서 루이지애나 주지사 얼 롱(폴 뉴먼 분)의 고문 역을 맡기도 했다.
사틴은 40편 이상의 영화에 출연했으며, 특히 버디 홀리 스토리에서 빅 보퍼(부시의 버디 홀리와 함께), 미시시피 버닝의 레이 스터키 보안관, 아웃사이더, 할리우드 나이츠, 프리드 그린 토마토, 공격 어시스턴트 레오 필라초스키, 빅 이지, 그리프터스 등으로 출연했지만 1994년 존 캔디와 리처드 루이스 주연의 코미디 '웨건스 이스트'에서 '패트리어트' 역을 맡은 '아빠와 짝짓기'. 사틴은 스티브 마틴 코미디 '더 저크'의 삭제된 장면에서도 텍사스 석유 백만장자가 개인 비행기의 금이 간 가죽 시트를 교체하기 위해 현금으로 1,500달러를 구걸하는 모습으로 등장하였는데 "이게 무슨 뜻인지 아세요? 저는 친구들을 남자처럼 슈퍼볼에 데려다 줄 수 있어요, 신이 난 깡패처럼 말이죠 그는 '더 저크'에서의 절제된 역할을 스크린에서 가장 재미있는 연기라고 생각습다.
사틴은 1985년 멜 맥다니엘의 "Stand Up" 뮤직비디오와 1986년 마이클 존슨의 "Give Me Wings" 라이브 공연 비디오에도 출연했다.
그의 마지막 영화 역할은 2005년 카메론 크로우의 엘리자베스 타운에서였다. 그는 또한 어니스트 P 중 세 편에서 맡은 역할로도 잘 알려져 있었는데 짐 바니 주연의 워렐 영화 (헤이 번, 잇츠 어니스트! 텔레비전 시리즈 포함)하고 내슈빌의 동료 헤이 번과 함께 출연한 이 듀오는 '나와 내 동생 바비' 시리즈에서 척과 바비 형제로 출연했다. " 지역 TV 방송국 및 제품 광고를 위한 방송 시작되었다.
그는 어니스트 무서운 바보에서 톰 튤립(댈러스 출신 존 캐든헤드)이라는 남동생으로 대체되었다.

### 예술 경력
성공적인 일러스트레이터인 사틴의 예술적 공로는 레온 러셀(윌 오 더 위스프)과 같은 아티스트를 위한 음반 커버 디자인부터 전국적으로 발행되는 잡지의 일러스트레이션까지 다양하고 진행하였다.
2001년, 사르테인은 그의 고향인 털사에서 매년 열리는 예술 축제인 그해의 메이페스트 축제를 위해 예술 작품을 디자인해 달라는 요청을 받았다. "저는 선명한 색상을 원했기 때문에 그냥 내버려 두었다."라고 Sartain은 말했다. "모든 기억을 이용해 털사 맛을 담으려고 노력하였다." 그의 예술 작품은 다음과 같이 묘사되었다.

## 영화
- 엘리자베스타운 (2005년) - 찰스 딘 역
- 알리 (2001년)
- 리플레이스먼트 (2000년)
- 실리콘 밸리의 신화 (1999년)
- 패트리어트 (1998년) - 플로드 치솜 역
- 머더 인 마인드 (1997년)
- 스핏파이어 그릴 (1996년)
- 탐정 포그와 애완견 애꾸 (1994년)
- 스피치리스 (1994년)
- 아빠와 한판승 (1994년)
- 샌드맨 (1993년)
- 마지막 스트라이크 (1993년)
- 리얼 맥코이 (1993년)
- 헨리와 프레디의 마지막 비상구 (1992년)
- 마법사 지니 (1992년)
- 프라이드 그린 토마토 (1992년) - 에드 코치 역
- 데스 폴스 (1991년)
- 탈주자(영어판) (1991년)
- 비공개 (1991년) - 체어맨 우드 역
- 엄마는 해결사 (1991년)
- 사설 탐정 해리 (1990년)
- 어니스트 3 - 감옥에 가다 (1990년)
- 그리프터스 (1990년)
- 블레이즈 (1989년)
- 모던스 (1988년)
- 어니스트 2 - 크리스마스 구출 작전 (1988년)
- 미시시피 버닝 (1988년)
- 뉴올리언즈의 밤 (1987년)
- 메이드 인 헤븐 (1987년)
- 후커와 스캐그 (1986년)
- 레인 시티 (1985년)
- 송라이터 (1984년)
- 날 선택해요 (1984년)
- 두 영혼의 남자 (1984년)
- 아웃사이더 (1983년) - 제리 우드 역
- 인데인저드 스피시즈 (1982년)
- 텍사스여 안녕 (1981년) - 자니 밥 역
- 헐리우드 나이츠 (1980년)
- 로디 (1980년)
- 버디 홀리 스토리 (1978년)